# Le Courrier du Loiret
Le Courrier du Loiret est un journal hebdomadaire régional français basé dans la ville de Pithiviers et le département du Loiret en région Centre-Val de Loire.
Le titre appartient au groupe Centre-France depuis 2010 à la suite du rachat du groupe La République du Centre par le Groupe Centre France.

## Géographie
Le siège du journal est situé au 14 avenue de la République à Pithiviers dans le nord du département du Loiret et la région naturelle de la Beauce.

## Histoire
La date de fondation du journal remonte à 1790. En effet, dans l'ouvrage daté de 1892, Le Journalisme, Eugène Dubief, évalue l'âge du journal à 102 ans ; dans un numéro du journal Le cri de Paris daté de 1919 évalue l'âge du journal à 119 ans (d'où une fondation remontant à 1790 selon le premier, 1800 selon le second).
Le journal est relancé au lendemain de la Seconde Guerre mondiale en 1945 après une période d'interruption non déterminée.
En juillet 2003, le journal est racheté par le groupe La République du Centre lui-même racheté par le groupe Centre-France en 2010.

## Diffusion
| Années                                                                | Tirage | Diffusion (payée) | Diffusion (totale) |
| --------------------------------------------------------------------- | ------ | ----------------- | ------------------ |
| 2007                                                                  | 9 455  | 8 019             | 8 227              |
| 2008                                                                  | 9 526  | 7 900             | 8 107              |
| 2009                                                                  | 9 112  | 7 581             | 7 795              |
| 2010                                                                  | 8 714  | 7 235             | 7 446              |
| 2011                                                                  | 8 330  | 7 107             | 7 387              |
| 2012                                                                  | 7 912  | 6 631             | 6 890              |
| 2013                                                                  | 7 281  | 6 229             | 6 467              |
| 2014                                                                  | 6 905  | 5 771             | 6 045              |
| 2015                                                                  | 6 483  | 5 443             | 5 691              |
| 2016                                                                  | 6 163  | 5 281             | 5 484              |
| 2017                                                                  | 5 979  | 5 157             | 5 336              |
| 2018                                                                  | 5 743  | 5 016             | 5 196              |
| 2019                                                                  | 5 518  | 4 826             | 4 975              |
| 2020                                                                  | 5 449  | 4 795             | 4 938              |
| 2021                                                                  | -      | 3 943             | 4 064              |
| 2022                                                                  | -      | 3 662             | 3 767              |
| 2023                                                                  | -      | 3 523             | 3 645              |
| Source : Diffusion des titres de la presse française, association OJD |        |                   |                    |